# Nicole Garay
Nicolasa "Nicole" Garay (Panamá, 10 de setembro de 1873 — Panamá, 19 de junho de 1928) foi uma poetisa panamenha. 